# Lexington (Oregon)
Pour les articles homonymes, voir Lexington.
La ville de Lexington est située dans le comté de Morrow, dans l’État de l’Oregon, aux États-Unis. Sa population s’élevait à 238 habitants lors du recensement de 2010, estimée à 236 habitants en 2017.

## Démographie
Au recensement de 2010, sa population était de 238 hab dont 94 ménages et 70 familles résidentes. La densité de population était de 208,8 hab/km2
La répartition ethnique était de 92,4 % d'Euro-Américains et 7,6 % d'autres races.
En 2000, le revenu moyen par habitant était de 23 152 dollars avec 12 % vivant sous le seuil de pauvreté.

## Source
- (en) Cet article est partiellement ou en totalité issu de l’article de Wikipédia en anglais intitulé « Lexington, Oregon » (voir la liste des auteurs).